# Villeneuve-lès-Béziers
Villeneuve-lès-Béziers är en kommun i departementet Hérault i regionen Occitanien i södra Frankrike. Kommunen ligger i kantonen Béziers 2e Canton som tillhör arrondissementet Béziers. År 2022 hade Villeneuve-lès-Béziers 4 283 invånare.

## Befolkningsutveckling
Antalet invånare i kommunen Villeneuve-lès-Béziers
Referens:INSEE